# Josef Frankovský
Josef Frankovský, vl. jm. Josef Franěk (13. května 1840 Nezabudice – 15. září 1901 Praha) byl český herec.

## Život
Byl vyučený truhlář a řezbář , po ztrátě zaměstnání se v roce 1860 přidal k Prokopově herecké společnosti, kde se stal známým představitelem komických rolí. Později hrál ještě ve společnostech Kullasově a Kramuelově. V roce 1866 získal sice angažmá v Prozatímním divadle, nebyl ale úspěšný a odešel ke Švandově herecké společnosti v Plzni. V roce 1869 se vrátil do Prahy, kde měl velký úspěch a byl přijat znovu do Prozatímního divadla. V roce 1881 přešel do souboru Národního divadla, kde setrval do roku 1890. S cílem vylepšit svoji finanční situaci se pokusil založit hostinskou živnost, kterou vedla jeho žena. Podnik však neuspěl a toto se podepsalo na Frankovského zdravotním stavu (těžká nervová porucha) . Od divadla v roce 1890 odešel. Byl především představitelem bodrých komických postav. Ve své době byl velmi oblíbený.
Je pohřben společně s manželkou Annou (rozenou Kubíčkovou) na Olšanských hřbitovech.